# Janowiec Kościelny
Janowiec Kościelny ist ein Dorf in der polnischen Woiwodschaft Ermland-Masuren. Es ist Amtssitz der Gmina Janowiec Kościelny im Powiat Nidzicki (Kreis Neidenburg).

## Geographische Lage
Janowiec Kościelny liegt in der südwestlichen Mitte der Woiwodschaft Ermland-Masuren, zehn Kilometer südöstlich der Kreisstadt Nidzica (deutsch Neidenburg). Bis 1945 befand sich die deutsch-polnische Staatsgrenze nur zwei Kilometer in westlicher Richtung entfernt, und heute liegt die Grenze zur Woiwodschaft Masowien acht Kilometer in östlicher Richtung.

## Geschichte
Aus historischer Sicht war Janowiec Kościelny ein Dorf im Norden Masowiens im Ziemi Zawkrzeńskiej in der Region Poboża. Bis 1954 war es Sitz der Landgemeinde Szczepkowo im Powiat Mławski. Heute ist das Dorf Amtssitz und zugleich Sitz eines Schulzenamtes (polnisch Sołectwo) der Landgemeinde Janowiec Kościelny im Powiat Nidzicki (Kreis Neidenburg), bis 1975 der Woiwodschaft Olsztyn, seither der Woiwodschaft Ermland-Masuren zugehörig.

## Bevölkerung
Bei der Wohnungs- und Volkszählung im Jahre 2011 waren in Janowiec Kościelny 360 Einwohner registriert. 64,4 % der Einwohner waren im gewerbsfähigen Alter.

## Kirche
In Janowiec Kościelny steht eine in den Jahren 1904 bis 1910 errichtete neugotische Kirche, die Johannes dem Täufer gewidmet ist. Sie ist eine römisch-katholische Pfarrkirche, die zum Dekanat Mława (Ost) im Bistum Płock gehört. Evangelischerseits ist der Ort nach Nidzica (Neidenburg) zur Heilig-Kreuz-Kirche in der Diözese Masuren der Evangelisch-Augsburgischen Kirche in Polen orientiert.

## Verkehr
Janowiec Kościelny liegt ein wenig abseits des Verkehrsgeschehens an einer Nebenstraße, die die Kreisstadt Nidzica mit Szczepkowo-Pawełki verbindet. Außerdem treffen innerorts mehrere Straßen aus den Nachbarorten zusammen. Eine Anbindung an den Bahnverkehr besteht (Stand 2020) nicht.